# Siemen Voet
Siemen Voet (Lochristi, 3 febbraio 2000) è un calciatore belga, difensore dello Slovan Bratislava.

## Biografia
Dal 2019 è impegnato sentimentalmente con la ginnasta Nina Derwael. Il 12 ottobre 2019, mentre Voet apre le marcature contro l'OH Lovanio la compagna diventa campionessa del mondo.

## Caratteristiche tecniche
È un difensore centrale, abile nei colpi di testa, che può essere impiegato anche come terzino sinistro.

## Carriera

### Club
Cresciuto nel settore giovanile del Club Bruges non riesce a esordire in prima squadra e viene ceduto in prestito al Roeselare. Dopo una stagione con 24 presenze condite da due reti, viene ceduto sempre in prestito al Malines in Pro League. Esordisce col club di Mechelen il 17 ottobre 2020, in occasione della partita persa contro il Kortrijk per 2-1, realizzando altresì il gol del momentaneo vantaggio.
Nella sessione estiva di calcio mercato 2021 firma un contratto biennale con il PEC Zwolle, squadra militante in Eredivisie. Esordisce in massima serie il 15 agosto 2021, in occasione della sconfitta interna per 0-1 contro il Vitesse, subentrando a Dean Huiberts. Il 14 dicembre 2021 mette a segno la sua prima rete con il club olandese, aprendo le marcature nel 4-0 finale contro il MVV in Coppa d'Olanda.
Nel 2022 passa allo Slovan Bratislava, con cui vince il campionato slovacco. Nel 2023 passa in prestito al Fortuna Sittard.

### Nazionale
Il 1º febbraio 2017 esordisce con la nazionale Under-17, in occasione dell'amichevole contro i pari età della Francia.

## Statistiche

### Presenze e reti nei club
Statistiche aggiornate al 2 giugno 2024.
| Stagione                 | Squadra                  | Campionato               | Campionato | Campionato | Coppe nazionali | Coppe nazionali | Coppe nazionali | Coppe continentali | Coppe continentali | Coppe continentali | Altre coppe | Altre coppe | Altre coppe | Totale | Totale | Totale |
| Stagione                 | Squadra                  | Comp                     | Pres       | Reti       | Comp            | Pres            | Reti            | Comp               | Pres               | Reti               | Comp        | Pres        | Reti        | Pres   | Reti   |        |
| ------------------------ | ------------------------ | ------------------------ | ---------- | ---------- | --------------- | --------------- | --------------- | ------------------ | ------------------ | ------------------ | ----------- | ----------- | ----------- | ------ | ------ | ------ |
| 2019-2020                | Roeselare                | D1B                      | 24         | 2          | CB              | 1               | 0               | -                  | -                  | -                  | -           | -           | -           | 25     | 2      |        |
| 2020-2021                | Malines                  | PL                       | 9          | 1          | CB              | 1               | 0               | -                  | -                  | -                  | -           | -           | -           | 10     | 1      |        |
| 2021-2022                | PEC Zwolle               | ED                       | 17         | 0          | CO              | 2               | 1               | -                  | -                  | -                  | -           | -           | -           | 19     | 1      |        |
| 2022-2023                | Slovan Bratislava        | SL                       | 10         | 0          | CS              | 5               | 1               | UCL+UEL            | 0                  | 0                  |             | -           | -           | 15     | 1      |        |
| ago. 2023                | Slovan Bratislava        | SL                       | 1          | 0          | CS              | -               | -               | UCL+UEL            | -                  | -                  |             | -           | -           | 1      | 0      |        |
| Totale Slovan Bratislava | Totale Slovan Bratislava | Totale Slovan Bratislava | 11         | 0          |                 | 5               | 1               |                    | 0                  | 0                  |             | -           | -           | 16     | 1      |        |
| ott. 2023-2024           | Fortuna Sittard          | ED                       | 21         | 0          | CO              | 4               | 0               | -                  | -                  | -                  | -           | -           | -           | 25     | 0      |        |
| Totale carriera          | Totale carriera          | Totale carriera          | 82         | 3          |                 | 13              | 2               |                    | 0                  | 0                  |             | -           | -           | 95     | 5      |        |

## Palmarès

### Club

#### Competizioni nazionali
- Campionato slovacco: 2

Slovan Bratislava: 2022-2023, 2024-2025